# Mohamed Mbye
Mohamed Jallow-Mbye, né le 18 juin 1989 à Banjul, est un footballeur suédois d'origine gambienne. Il évolue au poste de défenseur.

## Biographie
Après avoir évolué dans la réserve du Stade rennais, il s'engage en 2009 avec le club suédois de l'Assyriska FF.
Mohamed Jallow-Mbye est international gambien depuis 2010.